# 안트베르펜 포위 (1914년)
안트베르펜 공성전(네덜란드어: Beleg van Antwerpen, 프랑스어: Siège d'Anvers, 독일어: Belagerung von Antwerpen)은 제1차 세계 대전 중 독일의 벨기에 침공의 일부로서 안트베르펜에서 벌어진 교전이다. 국가적 보루로 여겨진 요새들에 둘러싸인 앤트워프는 남방과 동방으로 독일에 포위됐다. 앤트워프 주둔 벨기에군은 9월 말과 10월 초에 3소티의 출격을 했는데 이는 프랑스로 병력을 증강하려던 독일을 방해했다.
독일은 중화기를 이용해 9월 28일 요새 포격을 시작했다. 벨기에는 10월 3일 영국군 도착에도 불구하고 이길 가망이 없었고 독일은 요새를 에워쌌다. 독일이 아직 자국에 함락되지 않은 나머지 벨기에 영토들과 안트베르펜을 잇는 네덜란드 국경 근처 해안가로 진군했을 때 벨기에는 서쪽 해안을 통해 병력을 철수하기로 결정한다. 10월 9일 항복한 후 벨기에군은 이제르강으로 후퇴한 후 이제르 강 전투에서 승리하여 아주 극미한 부분이나마 제1차 세계 대전이 끝날 때까지 영토를 지킬 수 있었다.